# Xq28
Xq28 è un marcatore genetico del cromosoma X trovato da Dean Hamer e altri nel 1993. Lo studio di Hamer portò molti a credere che fosse stato trovato un collegamento tra il marcatore Xq28 e l'omosessualità maschile e negli anni successivi la cosa venne discussa a lungo fino alla ricerca, pubblicata nel 2019, svolta dal Broad Institute del Mit in collaborazione con Harvard che ne smentì l'ipotesi.

## Studio del 1993
Lo studio effettuato nel 1993 da Dean Hamer ha esaminato 114 famiglie di uomini omosessuali in USA e ha ipotizzato un'incidenza di omosessualità maggiore presso gli zii e i cugini materni ma non presso i familiari della linea paterna.
È stata studiata l'associazione genetica presso le 40 famiglie in cui erano presenti due fratelli omosessuali. In circa il 64% dei casi è stata rilevata una correlazione tra il gene Xq28 e altri geni microsatelliti.
Uno studio simile condotto dallo stesso gruppo nel 1995, sempre sul patrimonio genetico della popolazione italiana, ha confermato questi risultati ma non è riuscito a dimostrare una connessione tra Xq28 e le donne omosessuali. 
Ciononostante, dei controversi studi sembrano aver dimostrato che la rimozione di un certo gene possa invertire i comportamenti omosessuali.
Un gruppo di genetisti coreani ha alterato le preferenze sessuali di alcune femmine di topo, rimuovendo un singolo gene connesso al comportamento riproduttivo: senza tale gene, esse gravitavano intorno a topi del loro stesso sesso. Quelle che invece avevano mantenuto il gene FucM (fucosio-mutarotasi) erano attratte da topi di sesso maschile.

### Polemica
Nel giugno 1994, il Chicago Tribune ha affermato in un rapporto che un giovane ricercatore nel laboratorio di Hamer che ha assistito nella mappatura del gene nello studio, ha affermato che Dean ha riferito in modo selettivo i suoi dati. È stata poi sommariamente respinto dalla sua borsa di studio post-dottorato nel laboratorio di Hamer. Tuttavia, un Istituto Nazionale della Salute indagine motivata sue pretese e le diede un'altra posizione in un laboratorio diverso.

## Studio del 1999 e del 2012
Un ulteriore studio del 1999 ha messo in discussione tali risultati. Studiando il patrimonio genetico di 52 coppie di fratelli omosessuali canadesi, George Rice e altri non hanno trovato una connessione statisticamente significativa tra alleli e aplotipo e hanno concluso per la non-esistenza di un gene dell'omosessualità maschile correlato al cromosoma X.
Quando lo studio confutativo è stato pubblicato su Science, Hamer lo ha contestato, prestando fede ai propri risultati.
Nel 2012, il gruppo di ricerca indipendente American Society of Human Genetics organizzò uno studio su 409 paia di fratelli gay, analizzati in base a 300.000 marcatori di polimorfismo a singolo nucleotide. Lo studio dimostrò una forte correlazione con la regione pericentromerica del cromosoma 8, parte sovrapposta a quella individuata dal laboratorio di Dean Hamer in uno studio di associazione genome-wide. Gli autori di questo ultimo e più vasto studio conclusero che "le nostre scoperte, nel contesto dei lavori effettuati precedentemente, suggeriscono che la variazione genica in ognuna di queste regioni contribuisce allo sviluppo dell'importante tratto psicologico dell'orientamento sessuale".

## Studio del 2019
Il più grande studio in materia venne svolto dal Broad Institute del MIT (Massachusetts Institute of Technology) in collaborazione con Harvard e venne pubblicato sulla rivista Science nell'agosto del 2019 poco dopo la sua presentazione al meeting annuale dell’American Society of Human Genetics. La ricerca ha analizzato 470.000 persone di cui 450.939 hanno affermato che le loro relazioni erano esclusivamente eterosessuali mentre 26.890 hanno riportato almeno un’esperienza omosessuale. A tutti loro venne poi fatto uno screening completo del loro genoma, esaminando milioni di marcatori genetici per osservare quali potessero essere associati al comportamento sessuale dichiarato dalle persone nei questionari ottenendo come risultato che l'omosessualità maschile può essere probabilmente determinata da migliaia di variabili (sia di tipo genetico che ambientale) e che la componente genetica possa contribuire per una percentuale tra l'8 e il 25%.
Lo studio ricevette i complimenti di Dean Hamer (l'autore dello studio del '93): «È importante che finalmente venga prestata attenzione (alla genetica dell’orientamento sessuale ndr.) con campioni di grandi dimensioni, istituzioni e persone solide. È esattamente lo studio che avremmo voluto fare nel 1993.»